# Nuoto ai XVII Giochi del Mediterraneo - 100 metri farfalla maschili
Le gare di nuoto nella categoria 100 metri farfalla maschili si sono tenute il 22 giugno 2013 al Yeni Olimpik Yüzme Havuzu di Mersin.

## Calendario
Fuso orario EET (UTC+3).
| Data      | Ora   | Turno    |
| --------- | ----- | -------- |
| 22 giugno | 9:52  | Batterie |
| 22 giugno | 18:34 | Finale   |

## Risultati
I 18 atleti partecipanti vengono inquadrati in tre batterie da 6 nuotatori ciascuna. Si qualificano alla finale i primi otto tempi.

### Batterie
| Pos. | Nome                           | Nazione  | Tempo   | Batt. | Corsia | Note |
| ---- | ------------------------------ | -------- | ------- | ----- | ------ | ---- |
| 1    | Ivan Lenđer                    | Serbia   | 52"92   | 2     | 4      | Q    |
| 2    | Stefanos Dimitriadis           | Grecia   | 53"19   | 2     | 5      | Q    |
| 3    | Piero Codia                    | Italia   | 53"38   | 1     | 4      | Q    |
| 4    | Robert Žbogar                  | Slovenia | 53"67   | 1     | 3      | Q    |
| 5    | Matteo Rivolta                 | Italia   | 53"88   | 3     | 4      | Q    |
| 6    | Christos Katrantzis            | Grecia   | 53"98   | 1     | 5      | Q    |
| 7    | José Manuel Valdivia Cañizares | Spagna   | 54"16   | 2     | 6      | Q    |
| 8    | Marwan Hellal                  | Egitto   | 54"40   | 2     | 3      | Q    |
| 9    | Velimir Stjepanović            | Serbia   | 54"43   | 3     | 3      |      |
| 10   | Kaan Türker Ayar               | Turchia  | 54"70   | 3     | 6      |      |
| 11   | Carlos Peralta Gallego         | Spagna   | 55"06   | 2     | 2      |      |
| 12   | Abdulhalim Lafçı               | Turchia  | 55"28   | 3     | 2      |      |
| 13   | Bilal Achelhi                  | Marocco  | 55"58   | 1     | 2      |      |
| 14   | Andrew Chetcuti                | Malta    | 55"91   | 3     | 1      |      |
| 15   | Žiga Cerkovnik                 | Slovenia | 56"36   | 3     | 7      |      |
| 16   | Sofyan El Gadi                 | Libia    | 58"40   | 1     | 6      |      |
| 17   | Abdulmalek Ben Busa            | Libia    | 1'03"29 | 1     | 7      |      |
| 18   | Mehdi El Hazzaz                | Marocco  | DNS     | 2     | 7      |      |

### Finale
| Pos. | Atleta                         | Nazionalità | Tempo | Corsia |
| ---- | ------------------------------ | ----------- | ----- | ------ |
|      | Ivan Lenđer                    | Serbia      | 52"30 | 4      |
|      | Matteo Rivolta                 | Italia      | 53"04 | 2      |
|      | Piero Codia                    | Italia      | 53"18 | 3      |
| 4    | Stefanos Dimitriadis           | Grecia      | 53"39 | 5      |
| 5    | Robert Žbogar                  | Slovenia    | 53"84 | 6      |
| 6    | Christos Katrantzis            | Grecia      | 54"03 | 7      |
| 7    | José Manuel Valdivia Cañizares | Spagna      | 54"26 | 1      |
| 8    | Marwan Hellal                  | Egitto      | 54"54 | 8      |